# Birhane Dibaba
Birhane Dibaba (Moyagajo, 11 september 1993) is een Ethiopische atlete, die is gespecialiseerd in de lange afstand.

## Loopbaan
In 2012 won Dibaba de marathon van Valencia in 2:29.22. In 2013 werd ze derde bij de marathon van Frankfurt. In 2014 won ze de halve marathon van San Diego in 1:09.34. Een jaar later won ze de marathon van Tokio in 2:23.15. 
Haar persoonlijk record van 2:20.48 op de marathon liep Dibaba bij de marathon van Berlijn in 2016. Hierin finishte zij als tweede achter haar landgenote Aberu Kebede.

## Persoonlijke records
Baan
| Onderdeel | Prestatie | Datum         | Plaats      |
| --------- | --------- | ------------- | ----------- |
| 3000 m    | 9.21,09   | 12 mei 2010   | Khartoum    |
| 10.000 m  | 33.34,6   | 17 april 2018 | Addis Abeba |

Weg
| Onderdeel      | Prestatie | Datum             | Plaats     |
| -------------- | --------- | ----------------- | ---------- |
| 10 km          | 31.44     | 24 april 2016     | Yangzhou   |
| 15 km          | 47.56     | 24 april 2016     | Yangzhou   |
| 20 km          | 1:04.21   | 24 april 2016     | Yangzhou   |
| halve marathon | 1:05.57   | 20 oktober 2019   | Kopenhagen |
| 25 km          | 1:22.23   | 25 september 2016 | Berlijn    |
| 30 km          | 1:39.06   | 25 september 2016 | Berlijn    |
| marathon       | 2:18.35   | 1 maart 2020      | Tokio      |

## Palmares

### 3000 m
- 2010:  East Africa Trials for Youth Olympics in Khartoum - 9.21,09

### 10 km
- 2014:  Okpekpe Road Race - 32.59

### halve marathon
- 2014:  halve marathon van San Diego - 1:09.34
- 2016:  halve marathon van Yangzhou - 1:07.47
- 2018: 4e halve marathon van Yangzhou - 1:09.32
- 2019:  halve marathon van Kopenhagen - 1:05.57

### marathon
- 2012: 4e marathon van Barcelona - 2:33.07
- 2012:  marathon van São Paulo - 2:34.58
- 2012:  marathon van Valencia - 2:29.22
- 2013:  marathon van Nagoya - 2:23.51
- 2013:  marathon van Frankfurt - 2:23.01
- 2014:  marathon van Tokio - 2:22.30
- 2014:  marathon van Chicago - 2:27.02 (na DSQ van Rita Jeptoo)
- 2015:  marathon van Tokio - 2:23.15
- 2015:  marathon van Chicago - 2:24.24
- 2016: 5e marathon van Tokio - 2:23.16
- 2016:  marathon van Berlijn - 2:20.48
- 2018:  marathon van Tokio - 2:19.51